# میچل هرویتز
میچل هرویتز (به انگلیسی: Mitchell Hurwitz) (زاده ۲۹ مه ۱۹۶۳) نویسنده و تهیه‌کننده تلویزیونی آمریکایی است. وی خالق اصلی مجموعه توسعه ناتمام است.